# Simino Brdo
Simino Brdo (izvirno srbsko Симино Брдо) je naselje v Srbiji, ki upravno spada pod Mesto Loznica; slednje pa je del Mačvanskega upravnega okraja.

## Demografija
V naselju živi 197 polnoletnih prebivalcev, pri čemer je njihova povprečna starost 41,0 let (37,8 pri moških in 45,0 pri ženskah). Naselje ima 81 gospodinjstev, pri čemer je povprečno število članov na gospodinjstvo 3,01.
To naselje je, glede na rezultate popisa iz leta 2002, večinoma srbsko, v času zadnjih treh popisov pa je opazno zmanjšanje števila prebivalcev.
|  |

| Demografija | Demografija     | Demografija     |
| Leto        | Št. prebivalcev | Št. prebivalcev |
| ----------- | --------------- | --------------- |
|             |                 |                 |
|             |                 |                 |
|             |                 |                 |
|             |                 |                 |
| 1948        | 335             |                 |
| 1953        | 360             |                 |
| 1961        | 347             |                 |
| 1971        | 336             |                 |
| 1981        | 309             |                 |
| 1991        | 277             | 273             |
| 2002        | 258             | 244             |
|             |                 |                 |

| Etnična sestava po popisu iz leta 2002 | Etnična sestava po popisu iz leta 2002 | Etnična sestava po popisu iz leta 2002 | Etnična sestava po popisu iz leta 2002 | Etnična sestava po popisu iz leta 2002 |
| -------------------------------------- | -------------------------------------- | -------------------------------------- | -------------------------------------- | -------------------------------------- |
| Srbi                                   | Srbi                                   |                                        | 242                                    | 99,18%                                 |
| Neznano                                | Neznano                                |                                        | 0                                      | 0,0%                                   |